# Puerto de Birnlücke
El puerto de Birnlücke (2.665 m (AA)) es el paso fronterizo situado en el extremo occidental de los montes Hohe Tauern, en Austria, entre el grupo Venediger y los colindantes Alpes Zillertal. La frontera entre Austria e Italia pasa por este paso desde 1919. El paso forma la frontera entre el estado austriaco de Salzburgo y la provincia italiana de Tirol del Sur, los valles del Krimmler Achental y Ahrntal, y el parque natural Rieserferner-Ahrn y el parque nacional Hohe Tauern.
Hasta la entrada en vigor del acuerdo de Schengen, había un puesto fronterizo en Krimmler Tauern (2.634 m).
No muy lejos al sur del paso fronterizo, a 2.441 m s.l.m., se encuentra el refugio Birnlücken (Rifugio Tridentina). Fue construido en 1900 y lleva el nombre del paso. 

## Nombre
El nombre Birnlücke es una corrupción de la grafía antigua. Ya en 1888, el puerto se llamaba Pyrlücke, por los antiguos nombres del arroyo, el Pirra o Birlbach, en el valle del Ahrn. El nombre italiano es Forcella del Picco.